# Rubén Echagüe
Rubén Echagüe es un artista plástico, escritor, crítico de arte, poeta y gestor cultural argentino.

## Biografía
Nació en Rosario, Argentina, el 9 de julio de 1948. Cursó sus estudios secundarios en la Escuela Superior de Comercio “Libertador General San Martín”, donde recibió una sólida formación humanística y obtuvo, en 1967, el título de Bachiller en Ciencias Comerciales.
Los estudios universitarios los cursó en el Instituto Superior de Bellas Artes de la Escuela Superior de Artes de la Universidad Nacional de Rosario, del que egresó en el año 1973 con el título de Licenciado Nacional y profesor Superior en Artes Visuales.
Por un breve lapso ejerció la docencia en el Instituto del que había egresado, pero presiones provenientes de la dictadura militar argentina que se instaló en 1976, lo obligaron a abandonar la carrera docente.
De ahí en más, desarrolló una intensa labor en la que alternó la producción plástica con la gestión cultural, la crítica y la investigación en el campo de la historia del arte, actividades estas últimas que volcó en numerosos catálogos, comentarios, ensayos y artículos de divulgación, publicados tanto en medios especializados como de difusión masiva.

## Creación plástica
Como artista visual Rubén Echagüe comenzó a exhibir su obra a partir de 1975, siendo uno de los primeros representantes de su generación en encarar la ejecución de “cuadros objetuales”, es decir, con elementos volumétricos que alteraban la bidimensionalidad del soporte, tendencia que en muchas circunstancias se derivó en la confección de “objetos”, una de las variantes más extendidas del arte contemporáneo.
Distinguido en diversos certámenes, en 1979 obtuvo el Primer Premio Adquisición “Bolsa de comercio de Rosario”, Sección Dibujo, en el XIII Salón Anual de Artistas Plásticos Rosarinos, en 1981 el Museo Municipal de Bellas Artes “Juan B. Castagnino” de Rosario decidió adquirir una de sus pinturas para incorporarla a su colección, y en el XVII Salón Anual de Artistas Plásticos Rosarinos (1983) le fue otorgada “por el conjunto de sus obras”, la Beca de la Dirección General de Cultura de la Municipalidad de Rosario. 
En 1994 fue seleccionado por el crítico Julio Sánchez para integrar la muestra “a: e, i u o” (Centro Cultural Recoleta) y por Jorge Glusberg para montar una instalación en ese mismo espacio, con motivo de las XIII Jornadas de la Crítica, cuyo Coloquio Internacional versó en la oportunidad sobre el tema “Natural/Artificial”. Es de destacar que del referido coloquio participaron, entre otras reconocidas personalidades internacionales de la crítica, Gianni Vattimo y Jean Baudrillard.
También en 1994 mereció el Primer Premio, Sección Tridimensión, en el XVIII Salón de Arte Contemporáneo de Amigos del Arte de Rosario, y al año siguiente (1995) fue elegido por un jurado de selección para integrar “Erotizarte II”, exposición que se desarrolló en el Centro Cultural Recoleta de la ciudad de Buenos Aires. Con los artistas Aldo Ciccione-Chacal y José Omar Henry, en octubre de 1997 llevó a cabo una muestra conjunta en el Centro Cultural Parque de España de Rosario. Invitado por el Museo Provincial de Bellas Artes “Rosa Galisteo de Rodríguez” de la ciudad de Santa Fe, en 2000 formó parte de la exposición conmemorativa “Artistas Santafesinos del Siglo XX” y en 2008 el curador Hugo Masoero lo convocó para participar de la muestra “INTERMEDIOS, 10 artistas rosarinos en acción”, que tuviera lugar en la Fundación OSDE de Rosario.
Juntamente con otros 14 plásticos especialmente reunidos para tal fin, realizó una intervención urbana con árboles de autor que se denominó “Plantar un árbol” (2011), y que tuvo como escenario la plazoleta que rodea al Museo Municipal de Bellas Artes “Juan B. Castagnino”, actividad multidisciplinaria que incluyó además conferencias y encuentros musicales vinculados al tema.
En 2012, fue uno de los artistas cuyas obras integraron el libro “Dibujos”, en el que se reproducen obras de cinco destacados dibujantes rosarinos, con un estudio preliminar a cargo de la crítica y académica Rosa María Ravera.
Su producción ha sido analizada y comentada, entre otros, por Domingo Sahda, Claudia Laudanno, Natacha Kaplún, Fernanda González Cortiñas, Rubén de la Colina, Rafael Sendra, Beatriz Vignoli, Laura Feinsilber, Fernando Farina, Jorge Taverna Irigoyen y la ya citada Rosa María Ravera.
Forma parte del plantel de artistas que integró la fundación y la muestra inicial de CALA, Centro Argentino del Libro de Artista, y en 2013 compartió con el periodista y poeta rosarino Gary Vila Ortiz, “Brebajes y exorcismos”, libro que reúne poemas del mencionado escritor y dibujos de su autoría.

#### Algunas de sus exposiciones
- 2017 "70 Aniversario de la Facultad de Humanidades y Artes de la Universidad Nacional de Rosario" (muestra colectiva de artistas docentes) en el Espacio Cultural Universitario (ECU) de Rosario.
- 2016 "Acompasada y decorativa" (pinturas, collages, objetos y poemas). Museo Municipal de Arte Decorativo Firma y Odilo Estévez de Rosario.[13][14]
- 2015 "El dibujo - 5 universos" (muestra colectiva de dibujos) en Sala Trillas del Teatro El Círculo de Rosario.[15]
- 2012 "Pentimenti Sacri" (objetos) curadora Rosa María Ravera en Sala Trillas del Teatro El Círculo de Rosario.[16]
- 2012 "Un aplauso para el asador" (objetos) en el Rectorado de la Universidad Nacional de Rosario.
- 2012 "De azares, sueños y ficciones" (muestra colectiva) curadora María Elena Lucero en el Museo Municipal de Bellas Artes Juan B. Castagnino de Rosario.[17]
- 2011 "Pan & Carta" (objetos) en la Galería Arcimboldo de Buenos Aires.[18][19][20]
- 2011 "Appassionata" Tributo a la mujer (muestra colectiva) en Galería 55b de Rosario.[21][22]
- 2011 "Plantar un árbol" (muestra colectiva) intervención urbana con árboles de autor en la Plazoleta que rodea al Museo Municipal de Bellas Artes Juan B. Castagnino de Rosario.[23]
- 2010 "De la Patria mía. 200 banderas intervenidas" (muestra colectiva) realizada por TV Pública Argentina y Radio y Televisión Argentina S.E. Buenos Aires.[24]
- 2010 "La Junta de Mayo" (muestra colectiva) en la Biblioteca Argentina Dr. Juan Álvarez de Rosario.[25]
- 2010 "Libros de artista x el Bicentenario" (muestra colectiva) en Galería Arcimboldo de Buenos Aires.[26]
- 2009 "Pan comido" - Rubén Echagüe, Marita Guimpel / texto de Laura Feinsilber en Alianza Francesa de Rosario.[27]
- 2008 "Schiavoni manda" (muestra colectiva) en Sala de Amigos del Arte durante la Semana del Arte de Rosario.[28]
- 2008 "Papeles reencontrados" (muestra colectiva) 300 dibujos de la colección histórica del Museo Municipal de Bellas Artes Juan B Castagnino de Rosario .[27]
- 2008 "Intermedios" (muestra colectiva) Curador Hugo Masoero en la Fundación OSDE de Rosario.[5]
- 2008 "El Graduado" (muestra colectiva) en Museo Municipal de Artes Visuales Sor Josefa Díaz y Clucellas de Santa Fe.[29]
- 2006 "Pain" (objetos) en Peccata Minuta Pasaje Pam Rosario.[27][30]
- 2006 "12 el 21" (muestra colectiva) en el Museo Municipal de Artes Visuales Sor Josefa Díaz y Clucellas de Santa Fe.[31]
- 2005 "imágenes del placer" (muestra colectiva) Expo Viagourmet en Rosario. Auspiciada por la Secretaría de Cultura de la Municipalidad de Rosario y el Museo  Municipal de Bellas Artes Juan B. Castagnino, en el Centro de Convenciones Patio de la Madera de Rosario.
- 2003 "Liturgia Imaginada" Rubén Echagüe / Marita Guimpel en Stein Galería de Arte de Rosario.[32]
- 2002 "La cualidad espiritual del arte" (muestra colectiva) en la Bolsa de Comercio de Rosario.[4]
- 2002 "Exposición colectiva de artistas rosarinos" (muestra colectiva) en el Centro Cultural Fisherton de Rosario.
- 2000 "Homenaje a Bach" (objetos) en el Museo Municipal de Bellas Artes Juan B. Castagnino de Rosario.[33]
- 1999 "Convidarte '99" (muestra colectiva) en el Centro de Expresiones Contemporáneas de Rosario.
- 1999 "Arte y Ciencia" (muestra colectiva) Muestra Inaugural  de Arte y Ciencia, Rosario.
- 1998 "7ma Feria de Galerías de Arte ArteBA 98" - Galería Arte Privado. Buenos Aires[34]
- 1997 "Exponen : Chacal, Echagüe, Henry" en el Centro Cultural Parque de España de Rosario.
- 1995 "En torno al tema de la luna" (objetos) en el Centro Cultural Bernardino Rivadavia.[4]
- 1994 "a: e, i u o" (muestra colectiva) en el Centro Cultural Recoleta de Buenos Aires.
- 1991 "Las ciudades invisibles" (muestra de objetos) - María Inés Cabanillas, Rubén Echagüe en el Museo Municipal de Bellas Artes Juan B. Castagnino de Rosario..[27]
- 1985 "Rosario x Buenos Aires" Pintura Joven (muestra colectiva) en el Centro Cultural Bernardino Rivadavia de Rosario.

## Gestión cultural
Como curador y gestor cultural, y ya restablecido el orden democrático en Argentina tras la dictadura militar instaurada en 1976, dirigió el Museo Municipal de Bellas Artes “Juan B. Castagnino”, dependiente de la Secretaría de Cultura y Educación de la Municipalidad de Rosario, entre los años 1985 y 1990.
Colaboró en 2000 con la Agregaduría Cultural de la Embajada de Francia en la República Argentina, en un proyecto para seleccionar a promisorios artistas del interior que serían invitados a exponer en la Capital Federal. En este caso la elección recayó sobre los rosarinos Eladia Acevedo y Fernando Traverso, quienes realizaron una muestra curada y prologada por Echagüe en la Alianza Francesa de Buenos Aires.
Una vez concluida su gestión en el Museo Castagnino, creó en 1990 el Espacio de Arte de la Biblioteca Argentina “Dr. Juan Álvarez” de Rosario, espacio que condujo hasta 2014. Durante su gestión, Echagüe se propuso mantener activa la funcionalidad del espacio como sala de conciertos, propiciando una difusión sostenida de la música clásica en todas sus manifestaciones.
En ese ámbito y durante 25 años, Echagüe curó en forma ininterrumpida cerca de doscientas muestras, posibilitando que dieran a conocer su obra temprana artistas rosarinos que hoy gozan de un reconocimiento internacional, como Daniel García, Claudia del Río, Carlos Herrera y Leonardo Battistelli, entre muchos.

#### Algunas curadurías
- 2022 - MENSAJE CIFRADO - Dibujos, grabados, collages y libros de artista de Graciela Ceconi - Museo de Arte Decorativo Firma y Odilo Estévez - Rosario
- 2022 - EMILIO GHILIONI y los símbolos - Pinturas de Emilio Ghilioni - ECU Espacio Cultural Universitario - Rosario
- 2019 - INSIDE, Dibujos de Aldo Ciccione-Chacal. ECU Espacio Cultural Universitario - Rosario.
- 2017 - EL ESPEJO, Pinturas de Rodolfo Elizalde. Museo Castagnino+macro - Rosario.
- 2017 - GINECEO, Óleos, tintas y grafitos de Rosa Aragone. Museo Municipal de Arte Decorativo Firma y Odilo Estévez - Rosario
- 2012 - LIBRO ABIERTO, Homenaje de los artistas plásticos a la Biblioteca Argentina en su 100.º aniversario. Biblioteca Argentina Dr. Juan Álvarez - Rosario
- 2011 - Graciela Borthwick, madera. Biblioteca Argentina Dr. Juan Álvarez - Rosario.
- 2011 - DEL NO PODER, Dibujos intervenidos de Hover Madrid. Biblioteca Argentina Dr. Juan Álvarez - Rosario.
- 2011 - EX LIBRIS, Huella de Identidad - Muestra colectiva. Biblioteca Argentina Dr. Juan Álvarez - Rosario.
- 2011 - Aldo CIccione-Chacal, Retrospectiva breve 1993-2011. Centro Cultural Bernardino Rivadavia - Rosario.
- 2011 - Ghilioni - Pinturas. Biblioteca Argentina Dr. Juan Álvarez - Rosario.
- 2010 - EL SABER UNIVERSAL, Objetos históricos de la Biblioteca Argentina En el Centenario de la colocación de su Piedra Fundamental. Biblioteca Argentina Dr. Juan Álvarez - Rosario.
- 2009 - RAPSODIA (Muestra colectiva) Biblioteca Argentina Dr. Juan Álvarez - Rosario.
- 2008, 2009 - Irradiaciones de un legado (Colección Castagnino+macro) Curador invitado Núcleo 5. Museo Castagnino+macro - Rosario.
- 2001 - Argentina Siglo XX, en la visión de sus fotógrafos. Muestra itinerante de fotografía argentina Pan American Cultural Exchange. Biblioteca Argentina Dr. Juan Álvarez - Rosario.
- 2000 - Eladia Acevedo y Fernando Traverso. Alianza Francesa de Buenos Aires. Ciudad de Buenos Aires.

## Actividad crítica y literaria
Desde 1978 es asiduo colaborador del diario “La Capital” de Rosario en su Suplemento Literario (actualmente Cultura y Libros), la Sección Opinión, y el Suplemento “Más”. Hacia 1980 uno de sus directivos, Néstor Joaquín Lagos, le ofreció la función de crítico de plástica, labor a la que se abocó por muy breve tiempo.
En cuanto a las reflexiones de Rubén Echagüe en materia de estética, y a sus investigaciones referidas a la historia del arte rosarino, argentino y universal, las mismas se reparten en innumerables catálogos, artículos y ensayos, que fueron dados a conocer por publicaciones tales como las revistas “Artinf”, de Música de Radio Allegro, de la Bolsa de Comercio de Rosario, “Vasto Mundo” y Anuario del Conjunto Pro Música de Rosario.
La Universidad Nacional de Rosario editó en 1989 su libro “Augusto Schiavoni”, considerado como uno de los primeros enfoques teóricos destinados a indagar la vida y la obra de dicho pintor, en 1996 formó parte del grupo de especialistas convocados para elaborar los comentarios de la publicación “Obras del Museo Castagnino”, en 2007 redactó los textos que acompañan a “Xilografías de Rubén de la Colina (1966-2006)” y en el año 2008, con motivo de la muestra retrospectiva “Rodolfo Elizalde, 45 años de pintura”, analizó la producción del artista en el libro que acompañó a la exposición (Ediciones Castagnino+macro). Finalmente, en 2014 escribió el ensayo que aparece reproducido en “Mundo Transparente - Vida artística de Jaime Rippa”, libro difundido en el país y en el exterior.
En la actualidad es colaborador permanente de la Revista "Barullo: En Rosario el ruido de la cultura" en la que mayormente aborda la temática de las artes plásticas en el ámbito de la ciudad. 

#### Algunas notas para publicaciones especializadas
- El dedo que señala la luna - Pág 35. Revista Barullo N.º 1. Rosario, abril-mayo de 2019.
- Rubén Echagüe - Poemas Pág. 19. Revista  La Buhardilla de Papel Año 4  N.º 17. Rosario, octubre-noviembre de 2010.
- Bach, esencia y materia - Pág. 41. Revista Vasto mundo - Nª 20, Cuarta época. Rosario, diciembre de 2000.
- Rubén Echagüe y el "amasijo de odios y rencores" de Erotizarte - Pág.12 - Revista LA MAGA Año 4 N.º 172. Buenos Aires, 1995
- .3 Conceptos del paisaje - Pág. 20. Revista de la Bolsa de Comercio de Rosario Año LXXIX - Nª 1458. Rosario, agosto de 1992.
- Endecha de un joven pintor - Pág. 41 - Cuaderno de publicaciones de APROA N.º 1 (Artistas Plásticos de Rosario Agremiados). Rosario, 1986.
- De Rosario: Schiavoni - Pág. 17. Revista ARTINF (Arte informa) Año 11 N.º 56-57. Buenos Aires, Otoño de 1986

## Producción poética
En los últimos años, Rubén Echagüe ha incursionado, con muy buena acogida por parte del público y la crítica, en el campo de la poesía.
Participó como Colaborador Permanente en la revista literaria “El Centón”, dirigida por Gary Vila Ortiz, donde incluyó sus primeros textos poéticos, y en 2014 la Doctora Graciela Aletta de Sylvas y el Profesor Darío Maiorana (entonces Rector de la Universidad Nacional de Rosario) presentaron en el ECU (Espacio Cultural Universitario) su libro de poemas “La casa en llamas”.
Sobre dicho libro Beatriz Vignoli opinó: “en estos poemas, despliega Echagüe una erudición increíble, una singular gracia y un sentido lúdico del uso del vocablo, exquisito o kitsch. Se ha ganado de este modo sus lectores, que lo instaban a publicar el libro propio”.
También en 2014 fue invitado a leer en el 22° Festival Internacional de Poesía, que regularmente se lleva a cabo en la ciudad de Rosario, y actualmente desdobla su quehacer artístico entre la producción plástica (especialmente el dibujo) y la escritura poética.
En 2016 presentó su segundo libro de poemas titulado "Fin de la edad de oro"  en el marco de una muestra de su autoría denominada "Acompasada y decorativa". Dicha presentación estuvo a cargo de la Dra. Sabina Florio y el periodista y poeta Sebastián Riestra.
En 2018 nuevamente la Dra. Graciela Aletta de Sylvas y el Profesor Darío Maiorana fueron los encargados de presentar su tercer libro de poemas titulado "Paraíso negado", en un acto que tuvo lugar en el Espacio Cultural Universitario de Rosario (ECU). En la contratapa de dicha publicación se señala que "la poesía de Rubén Echagüe no da tregua al lector, ni crea esas atmósferas inasibles que surgen de jugar con las palabras como si fueran las piezas de un puzzle, caprichoso y banal. Lo suyo es volver la lupa sobre la llaga propia (y la ajena) con crueldad de entomólogo, y esa cosmovisión despiadada revelará los estragos del tiempo, la degradación de la carne, la voracidad del deseo y el tenaz asedio de la muerte, obsesionante".   

## Obras publicadas
- Epigramas (1 edición). UNR Editora. 2021. ISBN 9789877025026. Poemas
- Poemas de la peste (1 edición). Ediciones en Danza. 2020. ISBN 9789874466853. Poemas
- Celda (1ª edición). Ediciones en Danza. 2019. ISBN 978-987-4466-47-1. Poemas
- Augusto Schiavoni - Artista visionario argentino. Editorial Iván Rosado. 2018. ISBN  9789873708534. Varios autores.
- Paraíso negado (1ª edición). Alción Editora. 2017. ISBN 978-987-646-693-6. Poemas
- Fin de la edad de oro (1ª edición). Rubén Echagüe. 2016. ISBN 978-987-42-1557-4. Poemas.
- Anuario - Registro de acciones artísticas, Rosario 2014. ISBN 978-987-28774-8-4. Varios autores
- Mundo Transparente - Vida artística de Jaime Rippa (1ª edición). 2014. ISBN 978-987-45323-0-5. Rosario.
- La casa en llamas (1ª edición). Inter Nos. 2013. ISBN 978-987-29867-0-4. Poemas.
- Brebajes y exorcismos (1ª edición). Editorial Ciudad Gótica. 2013. ISBN 978-987-597-244-5. Poemas de Gary Vila Ortiz y dibujos de Rubén Echagüe.
- Dibujos (1ª edición). Madrid, Madrid. 2012. ISBN 978-987-28676-0-7. Reproducción de dibujos. En coautoría con Rodolfo Elizalde, Emilio Ghilioni, Hover Madrid y Clelia Barroso.
- Julio Rayón. Antológica (1ª edición). Ediciones Castagnino/Macro. 2008. ISBN 978-987-23363-2-5. En coautoría con Rubén Chababo.
- Rodolfo Elizalde (1ª edición). Ediciones Castagnino/Macro. 2008. ISBN 978-987-23363-1-8. En coautoría con Yanina Bossus.
- Rubén de la Colina- Xilografías (1966-2006). Editado por la familia De la Colina. 2007.Textos de Rubén Echagüe.
- Obras del Museo Municipal de Bellas Artes Juan B. Castagnino. Ediciones de arte Gaglianone. 1996. ISBN 950-720-040-1.Varios autores.
- Augusto Schiavoni (1ª edición). Universidad Nacional de Rosario. Dirección de publicaciones UNR. 1989.